# CODED ARMS CONTAGION
『CODED ARMS CONTAGION』（コーデッドアームズコンテイジョン）は、2007年9月にコナミが発売したPlayStation Portable用のFPSである。

## 前作からの変更点
シングルプレイ時のランダムマップ生成を廃し､ミッション毎のステージ構成となっている｡
マルチプレイではインフラストラクチャーモードに対応し全国のプレイヤーと最大8人までの対戦が可能になっている。
また､マルチプレイでのルール『キープザマーク』が消え､代わりに『チームデスマッチ』が加わった｡

## ストーリー
開発途中で廃棄処分となった軍事用戦闘シミュレーター｢A.I.D.A｣は､全世界のネットワーク上に拡大してしまった｡ネットワーク上のあらゆるデータを取り込みながら進化を続けた結果､重要な情報が蓄積された巨大なデータ格納庫となったのだ｡
いびつに変化した｢A.I.D.A｣のアーキテクチャに進入し､膨大なデータにアクセスするには､危険を覚悟の上でハッカーが自らの体を完全にデジタル化しなければならない｡そうした危険要素にもかかわらず､いや､それだからこそ､｢A.I.D.A｣はハードコアゲーマーやハッカーたちの腕試しの場と化している｡あまりに危険度の高いプログラムであるため､内部への侵入は政府によって禁止されているにもかかわらず､富と名声を求めて多くのハッカーが｢A.I.D.A｣への不法アクセスを繰り返している｡
人々から｢コーデッド｣と呼ばれている連中である｡
そして、たびかさなる挑戦の結果､｢A.I.D.A｣の制御は完了した｡プログラムは書き換えられ、再び軍事戦闘シミュレーターとしての使用に耐える状態にもどすことができたのである｡現在､システムをオンラインにもどすための最終段階の実践テストが行われている｡
特殊エージェント､ジェイコブ･グラントは､再起動した｢A.I.D.A｣システムの実用性を試すために投入されたエリート特殊部隊の一員である｡グラント少佐率いる部隊は､標準戦闘マニュアルに則って､実践兵器による診断テストを開始した……。
しかし､｢A.I.D.A｣の内部は､安定しているとは到底言えない状況であることが判明するまでに､それほど時間はかからなかった｡

## シングルプレイ
ステージ
- ミッション0 『チュートリアル』
- ミッション1 『プラグイン』
- ミッション2 『途絶えた交信』
- ミッション3 『デッドセクター』
- ミッション4 『監禁』
- ミッション5 『防衛突破』
- ミッション6 『シャットダウン』
- ミッション7 『トランスポートステーション』
- ミッション8 『ビッグライド』
- ミッション9 『ウィルスロック』
- ミッション10 『ハック成功』
- ミッション11 『ハードコア』
- ミッション12 『心を解放せよ』
- ミッション13 『リロード』

## マルチプレイ
ルール
- デスマッチ

全員が敵同士となって撃ち合うモード。
倒された場合は､スタート時の状態で復活できる。
- サバイバル

全員が敵同士となって撃ち合うモード。倒された時点でゲームオーバーとなり復活することはできない。
最後まで生き残ったプレイヤーが勝者となる。
- チームデスマッチ

プレイヤーが2つのチームに分かれ､チーム同士で撃ち合うモード。